# 154493 Portisch
A 154493 Portisch (ideiglenes jelöléssel (154493) 2003 FU6) a Naprendszer kisbolygóövében található aszteroida. Sárneczky Krisztián fedezte fel 2003. március 27-én.